# Ана Мартин
Ана Мартин (на испански: Ana Martín) е мексиканска актриса.

## Биография
Ана Мартин е дъщеря на големия мексикански комедиант Хесус Мартинес и Илда Солорсано. Ана Мартин участва в конкурса Мис Свят 1963 г.
Ана Марин решава да няма деца и никога не се омъжва, заявявайки, че „никога не съм вярвала в това „докато смъртта ни раздели“, вярвам в свободната любов, в това да обичаш един човек, без се ангажираш, за мен това не означава разврат. Аз винаги съм водила спокоен живот, посветен на работата ми, мисля, че най-важното нещо за едно човешко същество е свободата“.

## Творчество

### Телевизия
- Към морето (2025) .... Мерседес
- Късмет (2023) .... Домитила
- Борбено сърце (2022) .... Консепсион Гарсия
- Бездушната (2021) .... Франсиска Перес
- Греховете на Барбара (2020) .... Инес Фернандес вдовица де Пореро
- Без твоя поглед (2017 – 2018) .... Ангустиас Галвес
- Обичаният (2017) .... Алехандрия
- Просто Мария (2015 – 2016) .... Фелиситас Нуниес вдовица де Сервантес
- Завинаги любов моя (2013 – 2014) .... Мария Луиса Валверде вдовица де Ескудеро
- Истинската любов (2012 – 2013) .... Канделария Корона
- Лишена от любов (2011 – 2012) .... Мария Гомес
- Желязната дама (2010) .... Бенита Гаридо
- Успелите Перес (2009 – 2010).... Рената Мансия де ла Крус
- Утре и завинаги (2009) ..... Жената на сватбата
- Удар в сърцето (2008 – 2009) .... Ниевес Очоа
- Дестилирана любов (2007) .... Клара Ернандес Гарсия
- Битка на страсти (2006) .... Люба Лопес
- Мащехата (2005) .... Сокоро де Монтес
- Руби (2004) .... Рефухио Очоа вдовица де Перес
- Amar otra vez (2003 – 2004) ....Йоланда Белтран
- Истинска любов (2003) .... Росарио Аранда
- Navidad sin fin (2002) .... Теофила
- Осмели се да ме забравиш (2001) .... Сабина
- Непокорна душа (1999) .... Клара Ернандес
- Анхела (1998 – 1999) .... Делия Беяти Ролдан
- Добри хора (1997) ... Алисия Дюма де Клейн
- La culpa (1996) .... Кукита Леон де Мендисабал
- Грехът на Оюки (1988) .... Оюки Огино
- Страстта на Исабела (1984) .... Исабела Ернандес Гаярдо
- Габриел и Габриела (1982) .... Габриела де Рейес / Габриела Рейес / Габриел
- Muchacha de barrio (1979) .... Лаура
- La llama de tu amor (1979) .... Ана Сесилия
- Mundos opuestos (1976) .... Моника де ла Мора
- El milagro de vivir (1975) .... Джени Гордън
- El manantial del milagro (1974) .... Бланка
- Mi primer amor (1973) .... Баби
- Tú eres mi destino (1969)

Сериали
- Розата на Гуадалупе (2008) .... Йоя
- Desde Gayola (2003 – 2004) .... Чата
- Mujer, casos de la vida real

Продуцент
- Morir para vivir (1989)
- Грехът на Оюки

### Кино
- Canela (2012)
- Me han destrozado la vida (2005)
- Molinos de viento (2005)
- Las viudas (2004)
- En el tiempo de las mariposas (2001) ... Майката
- Corazones rotos (2001)... Селина
- Un boleto para soñar (1998)
- Dulces compañías (1996) ... Нора
- Ángela Morante, ¿crimen o suicidio? (1981) ... Роса Солорсано
- Vivir para amar (1980) ... Марина
- Verano salvaje (1980)
- Cadena perpetua (1979) ... Криада
- Los indolentes (1979) ... Роса
- Ratas del asfalto (1978)
- El lugar sin límites (1977)... Японката
- Mil caminos tiene la muerte (1977)... Клаудия
- El pacto (1976) .... Тереса
- La mujer del diablo (1974)
- El primer paso... de la mujer (1974)
- El profeta Mimí (1973)... Rosita
- Lágrimas de mi barrio (1973)
- Trío y cuarteto (1972)
- Hoy he soñado con Dios (1972) ... Рита Линарес
- Victoria (1972)
- Tacos al carbón (1972) ... Лупита
- Fin de fiesta (1972) ... Ракел
- Trampa mortal (1972)
- En esta cama nadie duerme (1971)
- Siempre hay una primera vez (1971) ... Роса
- Los corrompidos (1971) ... Лус Мария
- La rebelión de las hijas (1970)
- ¿Por qué nací mujer? (1970) ... Санта
- Faltas a la moral (1970) ... Консуело Годинес
- El golfo (1969)
- Romance sobre ruedas (1969)
- Blue Demon contra las diabólicas (1968)
- Blue Demon contra cerebros infernales (1968)
- Corona de lágrimas (1968) ... Консуелито
- Return of the Gunfighter (1967) ... Аниса
- La muerte es puntual (1967)
- Acapulco a go-go (1967) ... Рита
- Amores prohibidos (1967)
- El ángel y yo (1966)
- Marcelo y María (1966)
- Pánico (1966)
- El gángster (1965)

## Дискография
- Ana Martín (1983)

## Награди и номинации
Награди TVyNovelas
| Година | Категория                           | Теленовела          | Резултат   |
| ------ | ----------------------------------- | ------------------- | ---------- |
| 2014   | Най-добра първа актриса             | Истинската любов    | Печели     |
| 2011   | Най-добра първа актриса             | Желязната дама      | Номинирана |
| 2008   | Най-добра първа актриса             | Дестилирана любов   | Печели     |
| 2006   | Най-добра първа актриса             | Мащехата            | Номинирана |
| 2005   | Най-добра актриса в поддържаща роля | Руби                | Печели     |
| 2004   | Най-добра първа актриса             | Истинска любов      | Печели     |
| 1989   | Най-добра актриса в главна роля     | Грехът на Оюки      | Номинирана |
| 1985   | Най-добра актриса в главна роля     | Страстта на Исабела | Номинирана |
| 1983   | Най-добра актриса в главна роля     | Габриел и Габриела  | Номинирана |

Laurel de Oro (Испания)
| Година | Категория                           | Теленовела     | Резултат |
| ------ | ----------------------------------- | -------------- | -------- |
| 2004   | Най-добра актриса в поддържаща роля | Истинска любов | Печели   |

Награди ACE (Ню Йорк) 1988
| Категория         | Теленовела     | Резултат |
| ----------------- | -------------- | -------- |
| Най-добра актриса | Грехът на Оюки | Печели   |